# Ognjen Koroman
Ognjen Koroman (în sârbă Огњен Короман, pronunțat [ǒɡɲen kǒroman]; n.19 septembrie 1978) este un foști fotbalist sârb care a jucat pe postul de extremă. El a jucat pentru Serbia și Muntenegru la Campionatul Mondial din 2006.

## Cariera
După ce a jucat pentru echipele de tineret ale  Stelei Roșii Belgrad, Koroman a jucat pentru Radnički Kragujevac, Spartak Subotica și OFK Belgrad în prima Ligă a Iugoslaviei. A petrecut un an și jumătate la cele trei echipe amintite anterior, transferându-se în străinătate în iarna anului 2002.
A jucat 94 de meciuri și a dat 16 goluri în total pentru următoarele cluburi din Prima Ligă Rusă:Dinamo Moscova, Krîlia Sovetov și Terek Groznîi, fiind numit în topul celor mai buni 33 de jucători ai sezonului din 2002.
În ianuarie 2006, Koroman a fost împrumutat la clubul englez Portsmouth. El a jucat trei meciuri în campionat, înscriind în ultima zi a sezonului într-un meci pierdut cu 3-1 în fața lui  Liverpool. În luna august a aceluiași an, Koroman s-a întors la Portsmouth sub formă de împrumut pentru un an. El a jucat trei meciuri înainte de a părăsi clubul în fereastra de transfer de iarna din 2007.
În februarie 2007, Koroman s-a întors în Serbia, fiind împrumutat la Steaua Roșie Belgrad timp de șapte luni. El și-a ajutat echipa să câștige dubla în sezonul 2006-2007. În august 2007, Koroman a semnat un contract definitiv cu clubul sârb.
În iulie 2009, Koroman s-a mutat în fotbalul asiatic și a semnat cu clubul coreean Incheon United. El s-a reîntâlnit astfel cu fostul său antrenor Ilija Petkovic. În iunie 2010, Koroman s-a întors la Steaua Roșie Belgrad, cu care a semnat un contract pe doi ani. A părăsit clubul după doar un sezon.
În iunie 2011, Koroman s-a întors în Rusia la fostul său club Krîlia Sovetov, cu care a semnat un contract pe doi ani și jumătate. El a jucat în nouă meciuri de campionat și a marcat un gol în prima jumătate a sezonului 2011-2012, după care a fost retrogradat la echipa de tineret.